# International Lawn Tennis Challenge de 1919
O International Lawn Tennis Challenge de 1919 foi a 14ª edição do que atualmente é conhecida como Copa Davis. A Australásia sagrou-se campeã.
Após quatro anos de hiato, devido à Primeira Guerra Mundial, a competição retornou com quatro equipes desafiando a Australásia pelo troféu. No entanto, este defendeu o título, derrotando a Grã-Bretanha na final, que foi disputada no Double Bay Grounds, em Sydney, na Austrália, entre 16 e 21 de janeiro de 1920.

## Grupo Mundial
|  | Semifinais julho | Semifinais julho | Semifinais julho |              |        | Final 25-27 agosto | Final 25-27 agosto | Final 25-27 agosto |  |
|  |                  |                  |                  |              |        |                    |                    |                    |  |
|  | França           | França           | 3                |              |        |                    |                    |                    |  |
|  | França           | França           | 3                |              |        |                    |                    |                    |  |
|  | Bélgica          | Bélgica          | 0                |              |        |                    |                    |                    |  |
|  | Bélgica          | Bélgica          | 0                |              | França | França             | 2                  |                    |  |
|  |                  |                  |                  |              | França | França             | 2                  |                    |  |
|  |                  |                  | Grã-Bretanha     | Grã-Bretanha | 3      |                    |                    |                    |  |
|  | África do Sul    | África do Sul    | Grã-Bretanha     | Grã-Bretanha | 3      | 1                  |                    |                    |  |
|  | África do Sul    | África do Sul    |                  |              |        |                    |                    |                    |  |
|  | Grã-Bretanha     | Grã-Bretanha     | 4                |              |        |                    |                    |                    |  |

### Final do Grupo Mundial
Chamada de Final no original, define a equipe desafiante para a grande final.
| França 2 | Sporting Club, Deauville, França 25 a 27 agosto de 1919 saibro | Sporting Club, Deauville, França 25 a 27 agosto de 1919 saibro        | Grã-Bretanha 3 |     |       |     |     |  |
| \| \| \| \| 1 \| 2 \| 3 \| 4 \| 5 \| \| \| - \| \| --------------------------------------------------------------------- \| --- \| --- \| ----- \| --- \| --- \| \| \| 1 \| \| André Gobert Percival Davson \| 7 5 \| 6 4 \| 4 6 \| 6 4 \| \| \| \| 2 \| \| William Laurentz Algernon Kingscote \| 6 4 \| 3 6 \| 2 6 \| 6 4 \| 4 6 \| \| \| 3 \| \| André Gobert / William Laurentz Herbert Roper Barrett / Noel Turnbull \| 6 0 \| 6 1 \| 12 10 \| \| \| \| \| 4 \| \| André Gobert Algernon Kingscote \| 4 6 \| 4 6 \| 5 7 \| \| \| \| \| 5 \| \| William Laurentz Percival Davson \| 4 6 \| 6 1 \| 12 10 \| 4 6 \| 0 6 \| \| |                                                                |                                                                       |                |     |       |     |     |  |
| |                                                                |                                                                       | 1              | 2   | 3     | 4   | 5   |  |
| 1 | França · Reino Unido                                           | André Gobert Percival Davson                                          | 7 5            | 6 4 | 4 6   | 6 4 |     |  |
| 2 | França · Reino Unido                                           | William Laurentz Algernon Kingscote                                   | 6 4            | 3 6 | 2 6   | 6 4 | 4 6 |  |
| 3 | França · Reino Unido                                           | André Gobert / William Laurentz Herbert Roper Barrett / Noel Turnbull | 6 0            | 6 1 | 12 10 |     |     |  |
| 4 | França · Reino Unido                                           | André Gobert Algernon Kingscote                                       | 4 6            | 4 6 | 5 7   |     |     |  |
| 5 | França · Reino Unido                                           | William Laurentz Percival Davson                                      | 4 6            | 6 1 | 12 10 | 4 6 | 0 6 |  |

## Final
Chamada de Challenge Round no original, define a equipe campeã. Duelo entre a campeã da edição anterior e a vencedora do Grupo Mundial.
| Australásia 4 | West Double Bay Grounds, Sydney, Austrália 16 de janeiro - 21 de janeiro de 1920 grama | West Double Bay Grounds, Sydney, Austrália 16 de janeiro - 21 de janeiro de 1920 grama | Grã-Bretanha 1 |     |     |     |       |  |
| \| \| \| \| 1 \| 2 \| 3 \| 4 \| 5 \| \| \| - \| \| --------------------------------------------------------------------- \| --- \| --- \| --- \| --- \| ----- \| \| \| 1 \| \| James Anderson Algernon Kingscote \| 5 7 \| 2 6 \| 4 6 \| \| \| \| \| 2 \| \| Gerald Patterson Arthur Lowe \| 6 4 \| 6 3 \| 2 6 \| 6 3 \| \| \| \| 3 \| \| Norman Brookes / Gerald Patterson Alfred Beamish / Algernon Kingscote \| 6 0 \| 6 0 \| 6 2 \| \| \| \| \| 4 \| \| Gerald Patterson Algernon Kingscote \| 6 4 \| 6 4 \| 8 6 \| \| \| \| \| 5 \| \| James Anderson Arthur Lowe \| 6 4 \| 5 7 \| 6 3 \| 4 6 \| 12 10 \| \| |                                                                                        |                                                                                        |                |     |     |     |       |  |
| |                                                                                        |                                                                                        | 1              | 2   | 3   | 4   | 5     |  |
| 1 | Australásia · Reino Unido                                                              | James Anderson Algernon Kingscote                                                      | 5 7            | 2 6 | 4 6 |     |       |  |
| 2 | Australásia · Reino Unido                                                              | Gerald Patterson Arthur Lowe                                                           | 6 4            | 6 3 | 2 6 | 6 3 |       |  |
| 3 | Australásia · Reino Unido                                                              | Norman Brookes / Gerald Patterson Alfred Beamish / Algernon Kingscote                  | 6 0            | 6 0 | 6 2 |     |       |  |
| 4 | Australásia · Reino Unido                                                              | Gerald Patterson Algernon Kingscote                                                    | 6 4            | 6 4 | 8 6 |     |       |  |
| 5 | Australásia · Reino Unido                                                              | James Anderson Arthur Lowe                                                             | 6 4            | 5 7 | 6 3 | 4 6 | 12 10 |  |